# Julos Beaucarne
Pour les articles homonymes, voir Beaucarne.
Julos Beaucarne, pseudonyme de Jules Beaucarne, né le 27 juin 1936 à Écaussinnes (Belgique) et mort le 18 septembre 2021 à Beauvechain (province du Brabant Wallon), est un conteur, poète, comédien, écrivain, chanteur et sculpteur belge, chantant en français et en wallon. 

## Biographie
Julos Beaucarne est élève au collège Saint-Vincent de Soignies. Entre 1961 et 1966, il est comédien à Bruxelles (surtout au Rideau de Bruxelles et au théâtre de l'Alliance). Il enregistre son premier 45T en 1964 et sort son premier 33T en 1967, Julos chante Julos.
Depuis, il produit environ un album tous les deux ans. Citons L'Enfant qui veut vider la mer (1968), Julos chante pour vous (1969), Chandeleur 75 (1975), Les Communiqués colombophiles (1976), Julos au Théâtre de la ville (1977), La P'tite Gayole (1981), Chansons d'amour (2002), double album d'un concert donné avec Barbara d'Alcantara (pseudonyme de Barbara Serneels) à la ferme de Wahenges, près de son village de Tourinnes-la-Grosse, et deux CD où il chante des poèmes qu'il a mis en musique.
Ces albums se présentent comme des montages de chansons, de poèmes récités, de monologues humoristiques, de « prises de sons et d'extraits de voix »… Chaque album est ainsi une ambiance, plus qu'un concept, dont les chansons traduisent de multiples façons un état d'âme particulier où se mêlent la révolte (« Lettre à Kissinger, », « Bosnie-Herzégovine »), la tendresse (« Y vaut meyeu s'bêtchi »), l'humour (« Pompes funèbres ») et le quotidien, comme la voix de son voisin Ferdinand dans les Communiqués colombophiles.
Bien qu'on puisse qualifier ses œuvres de chansons à texte, leur aspect musical y tient une place majeure : deux albums instrumentaux regroupant certaines de ses mélodies sont parus (L'Univers musical en 1981 et 1989). Il refuse le vedettariat, a sa propre maison d'édition de disques et de livres (les éditions Louise-Hélène France), échappant ainsi aux obligations des majors de la publication. Il continue d'habiter dans son village de Tourinnes-la-Grosse en Wallonie et intervient lui-même tout simplement sur le forum de son site internet.
En 2006, Julos fête ses « 20 ans depuis 50 ans » : Julos 70 est un événement très couvert médiatiquement en Belgique (télés, radios, journaux). L'occasion pour l'artiste de présenter un nouveau spectacle et de sortir un CD de ses nouvelles chansons, un nouveau livre (l'intégrale des textes de ses chansons), un DVD d'un de ses spectacles, un nouveau site internet, des expos, des conférences…

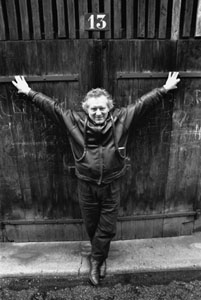
Julos Beaucarne en 1970.

### «Il faut s'aimer à tort et à travers»
Lors d'un stage d'art dramatique en France, il rencontre Louise Hélène France Brunfaut (Loulou), la fille d'Émilienne Steux, une militante syndicaliste, féministe et pacifiste belge, et de Maxime Brunfaut, un architecte et urbaniste belge.
C'est à la suite du meurtre de sa compagne Loulou par un déséquilibré, à la Chandeleur le dimanche 2 février 1975,, que son style devient encore plus profondément humaniste. Il écrit cette nuit-là une lettre ouverte, analysant la culpabilité de la société qui arme les mains des assassins, assorti d'un appel à « reboiser l'âme humaine » par « l'amour, l'amitié et la persuasion ». Nombre de ses chansons et de ses textes se rapportent à cette « séparance », comme il dit. Après ce drame, il voyage, en particulier au Québec et renforce ses liens avec les chanteurs francophones de la culture du Kébek, selon la graphie du poète Raôul Duguay. À la mort du roi Baudouin, il est choisi comme symbole du peuple belge pour chanter un hommage au roi défunt. Cet artiste qui a proposé un hymne national wallon aux paroles simples et pacifiques a par ailleurs été anobli en juillet 2002 par le roi Albert II et peut porter le titre de chevalier. Il signe aussi le Manifeste pour la culture wallonne en 1983.
Il met en chanson des poèmes, d'auteurs belges (en particulier Max Elskamp) ou non-belges, ce qui a donné naissance aux chansons « Je ne songeais pas à Rose » (Vieille chanson du jeune temps venant du recueil de poèmes Les Contemplations de Victor Hugo), « Je fais souvent ce rêve étrange » (d'après le sonnet Mon rêve familier de Verlaine)…
Il a deux fils, Christophe, né en 1965, et Boris, né en 1973, qui ont annoncé la création d'une fondation Julos Beaucarne, le 30 juin 2014.

### Apôtre de l'écologie
Pour le reste, Julos est depuis le début un infatigable apôtre de l'écologie, de l'amour entre les hommes, un vélorutionnaire d'avant-garde[Selon qui ?]. New age, diront certains, mystique pour d'autres, Julos Beaucarne échappe aux modes (« maladies mentales entretenues par le commerce »), vivant délibérément selon ses mots dans un âge post-industriel, où le monde sera « neuf ou veuf ». On lui doit, sous une allure de facétie terriblement sérieuse, la création de deux « mouvements » sans cartes ni membres répertoriés : le Front de Libération de l'Oreille, et le Front de Libération des Arbres Fruitiers.
Dans les années 2000, Julos s'essaye à la sculpture avec des objets de récupération et détournés de leur usage premier (proche de l'art singulier). Il crée ainsi dans un champ, à la ferme de Wahenges en Belgique, un ensemble de 36 pagodes post-industrielles à partir de tourets de chantiers récupérés et empilés par ordre de taille décroissante.

### Anarchiste
En 2014, Julos Beaucarne déclare : « Anarchiste, je le suis jusque dans la moelle de mes os ! Anarchiste, selon moi ça veut dire proposer des pistes que les autres n’ont pas encore explorées et enfoncer des portes qui n’ont pas été encore ouvertes. C’est ce que je fais depuis cinquante ans maintenant. ».

### Comédien
Revenant à ses premières amours, au début du XXIe siècle, Julos Beaucarne interprète au cinéma le « père Jacques » dans Le Mystère de la chambre jaune et Le Parfum de la dame en noir.
En 2012, il joue le rôle du père de Prudence dans Associés contre le crime de Pascal Thomas, avec Catherine Frot et André Dussollier.

### Promoteur de la langue wallonne
Julos Beaucarne est également connu pour ses prises de position en faveur de la préservation de la langue wallonne menacée de disparition. Dans son livre Mon terroir, c'est les galaxies écrit en 1980, le chanteur fait l'apologie de la langue wallonne en déclarant :
« Et le wallon, réservoir de mots de la langue française, savoureux et pétillant. Le wallon, ce champagne continuel du langage, cet esprit qui ne se prend jamais au sérieux et que les snobinards de service regardent du haut de leur grandeur avec leur langue pointue et pharmaceutique de discours académique. Si Louis XIV s'était installé à Namur, toute la France parlerait le wallon de Namur. le français, c'est un patois qui a réussi, qui s'est imposé au hit-parade des langues et qui, par ailleurs, s'il ne se défend pas, finira par se faire manger par l'anglais. Une chanson, c'est peu de chose mais ça peut y faire pour la langue. Le wallon, c'est "le langage naïf et doux qui nous vient de nos mères, de nos premiers amis du village natal, c'est un langage qui supplée aux lacunes du beau parler et qui a toujours un mot spirituel à mettre là où défaillent les dictionnaires" (Henri Pourrat), le wallon dans ses différences, c'est l'originalité d'une région qui refuse de mettre l'uniforme, d'être copie conforme, duplicata, c'est un "certain tour d'esprit aussi ancien que les outils de silex". »

### Mort
Julos Beaucarne a vécu à Tourinnes-la-Grosse (Beauvechain, Brabant wallon, Belgique).
Il meurt le 18 septembre 2021, à l'âge de 85 ans à Beauvechain en Belgique,, il est inhumé à Tourinnes-la-Grosse.

## Réception

### Distinctions
- Concession du titre personnel de chevalier par arrêté royal du 14 juillet 2002[19].

### Récompenses
- Prix des Rencontres poétiques du Mont Saint-Michel en 1971[20] ;
- prix des critiques de variétés en Belgique, en 1971[20] ;
- Grand Prix de l'Académie Charles-Cros en 1972 pour Arrêt Facultatif ;
- prix du Manteau d'Arlequin décerné par les critiques de variétés de Paris en 1975[20] ;
- prix Loisirs-jeunes pour l'album Julos chante pour les petits et les grands en 1976[20] ;
- prix de la SABAM pour son album Julos chante pour les petits et les grands en 1976[20] ;
- Hexagone de bronze au MIDEM de Cannes en janvier 1981, décerné par les téléspectateurs de France 3[20] ;
- prix de la pensée wallonne à Mons en 1987[20] ;
- Pôle d’Or de la commune d’Ottignies-Louvain-la-Neuve en 2010 ;
- Grand Prix in honorem de l'Académie Charles Cros en 2012 pour l'ensemble de sa carrière.

## Discographie

### Albums studio
- 1967 : Julos chante Julos
- 1968 : L'Enfant qui veut vider la mer
- 1969 : Julos chante pour vous
- 1971 : Premières chansons
- 1972 : Arrêt facultatif
- 1974 : Front de libération des arbres fruitiers
- 1975 : Chandeleur septante-cinq (dont est extraite la chanson "Lettre à Kissinger" écrite peu après le coup d'état au Chili le 11 septembre 1973)
- 1976 : Les Communiqués colombophiles
- 1976 : Julos chante pour les petits et les grands (disque pour enfants)
- 1978 : Mon terroir c'est les galaxies
- 1979 : Le Vélo volant
- 1980 : Le Chanteur du silence
- 1981 : La P'tite Gayole
- 1981 : L'Univers musical (1) (album instrumental)
- 1982 : L'Hélioplane
- 1984 : L'Avenir a changé de berceau
- 1986 : L'Ère vidéo-chrétienne
- 1986 : Contes comptines et ballades (pour les petits et les grands)[21]
- 1989 : L'univers musical (2) (album instrumental)
- 1990 : 9/9/99, monde neuf
- 1993 : Tours, temples et pagodes post-industriels
- 1997 : Vingt ans depuis quarante ans
- 2000 : Co n' rawète
- 2006 : Le Jaseur Boréal
- 2012 : Le Balbuzard fluviatile.

### Albums en public
- 1977 : Julos Beaucarne au théâtre de la Ville janvier septante sept
- 1987 : J'ai vingt ans de chansons
- 1991 : Julos au Casino de Paris
- 1998 : Le Navigateur solitaire sur la mer des mots
- 2002 : Chansons d'amour (double CD).

### Compilations, coffrets
- 1988 : Bornes acoustiques (compilation) comprenant notamment la chanson à dire La Garonne (Si la Garonne avait voulu),  publiée en 1895 par Gustave Nadaud, enregistrée en 1903 par Charlus, et mise en musique en 1976 sur une mélodie originale[22].
- 1989 : L'intégrale CD 67/87 (contient 19 albums originaux)
- 2011 : Les Voix de la poésie.

### EP
- 1964 : Une poire pour la mort
- 1965 : Le Sort d'ici-bas
- 1966 : Le Petit Royaume
- 1967 : Julos chante Max Elskamp
- 1967 : Julos chante Écaussinnes
- 1973 : Brassens et Vigneault adaptés en wallon
- 1994 : Regard sur le rétroviseur (CD 4 titres, vendu au profit de SOS Enfants).

### Albums hommages
- 2003 : 10 doigts 6 cordes (16 mélodies de Julos Beaucarne à la guitare par Patrick de Schuyter)
- 2008 : Ils chantent Julos (22 artistes belges, français et québécois chantent Julos)
- 2017 : Jilber chante Julos Beaucarne (18 chansons de Julos revisitées). Avec Élise Chompret.

## Publications
- 1973 : Répertoire d'étiquettes (Éditions Louise-Hélène France)
- 1975 : Julos écrit pour vous (Éditions Duculot)
- 1977 : Aujourd'hui nous parlerons de notre Sibérie à nous la Fagne (Éditions LHF), photos de Dany Clossen.
- 1980 : Mon terroir c'est les galaxies (Éditions LHF)
- 1985 : Entre le dire et le non-dire (Éditions de la Lettre douce)
- 1986 : Étiquettes pour école cathodique (Éditions LHF)
- 1987 : J'ai vingt ans de chansons (Éditions Didier Hatier)
- 1988 : Le Familier des nébuleuses (Éditions ADda)
- 1989 : L'Appel de Madame la Baronne[23] (bande dessinée), dessins de Jean-Claude Servais (Éditions Casterman)  (ISBN 2-203-34305-2)
- 1990 : Brel (Éditions Acropole)
- 1991 : 9 chemins de non-retour (Éditions Æncrages & Co)
- 1992 : Objets détournés (Éditions LHF)
- 1992 : Le Virelangue (Éditions Actes Sud)
- 1993 : Daniela (Éditions Magermans)
- 1994 : Voyage à la lisière de l'infini (Le Fennec éditeur)
- 1995 : L'avenir change de berceau (Éditions du Perron)
- 1996 : Réédition de « Julos écrit pour vous » (Éditions de l'Archipel)
- 1997 : Le navigateur solitaire sur la mer des mots (Éditions les Éperonniers)
- 1999 : Monde neuf (Éditions de l'Archipel)
- 1999 : Réédition de Brel en livre de poche (Éditions Ancrage)
- 2000 : Au fil de la tendresse (Éditions Ancrage)
- 2000 : Le Navigateur solitaire sur la mer des mots (Isabelle Quentin éditeur)
- 2000 : Les Arbres chemins entre ciel et terre (Éditions Éole)
- 2001 : RaveL ou l'aventure est au bout de la roue avec le photographe Daniel Fouss, La Renaissance du livre (ISBN 2-8046-0493-4)
- 2002 : Front de libération de l'oreille et autres considérations (Le grand miroir)
- 2002 sortie d'une biographie sur Julos par Laurence van Brabant « Il était 9 fois Julos Beaucarne » (Le Grand Miroir)
- 2002 : Bon appétit Julos (Textes et recettes du terroir, avec Nicole Darchambeau - Éditions Les Capucines)
- 2004 : Objets détournés de la Galaxie Julos (Éditions Louise Hélène France)
- 2006 : Noémie la petite fourmi (Conte illustré par Johanna Dupont - Éditions Norina)
- 2007 : Les chaussettes de l’archiduchesse (Recueil de virelangues, avec la collaboration de Pierre Jaskarzec - Éditions Points)
- 2009 : Mon petit royaume (Œuvre complète).

## Filmographie
Julos Beaucarne a signé la musique de :
- 1996 : La Terre n'est pas une poubelle

Il interprète le Père Jacques et le « Vieux Bob » dans deux films de Bruno Podalydès, dont son fils Christophe Beaucarne est le chef opérateur :
- Le Mystère de la chambre jaune (2003)
- Le Parfum de la dame en noir (2005)

Il interprète également le SDF dans :
- 2004 : Madame Édouard
- 2012 : Associés contre le crime de Pascal Thomas

## Vidéographie
- 1991 : Julos en public et en privé
- 1992 : Au fil de la tendresse (avec Jacques Salomé)
- 1995 : L'Avenir change de berceau
- 1996 : À la liberté… à l'amour (avec Guy Corneau)
- 2000 : 9/9/99 monde neuf (le grand concert d'ouverture de l'an 2000, le 9 du 9 en 99 à 9 h 9, au milieu de 36 pagodes post-industrielles)
- 2008 : La Chanson de Julos (éditeur : Talia Films - Paris)

## Revues
- Le Quotidien du Campagnard, publié par les éditions Louise Hélène France dans les années 1970.
- le FLO (Front de libération de l'oreille) - Le 1er numéro de la revue paraît en 1983 avec comme titre le FLAF (Front de Libération des Arbres Fruitiers). « Flaf, c'est le bruit de la fleur de cerisier qui se pose au sol. » (Agnès Varda).
- En 1991, la revue prend le nouveau nom de FLO-FLAF, (FLO pour Front de Libération de l'Oreille). C'est une « revue européenne de conscience planétaire annuelle, trimestrielle et spasmodique ».
- Pour le no 42 d'août 2003, la revue change une fois encore de nom pour devenir simplement le FLO.
- 80 numéros sortiront en tirage papier jusqu'en février 2014. La revue s'arrêtera en 2015 après deux derniers numéros publiés dématérialisés sur le blog de Julos Beaucarne[24].

## Citations du poète
- « Au nom du pèze, du fisc et du saint bénéfice, on essaye de nous détourner de nous-mêmes. Mais si tout le monde suivait sa propre voie, il n'y aurait pas de chômage : chacun trouverait sa place et aurait une tâche particulière à accomplir. »
- « Mon métier est de vous dire que tout est possible. »
- « C’est la société qui est malade. Il nous faut la remettre d’aplomb et d’équerre, par l’amour, et l’amitié, et la persuasion. Sans vous commander, je vous demande d’aimer plus que jamais ceux qui vous sont proches. Le monde est une triste boutique, les cœurs purs doivent se mettre ensemble pour l’embellir, il faut reboiser l’âme humaine. »
- « À force de péter trop haut, le cul prend la place du cerveau. »
- « Le wallon c'est le latin venu à pied du fond des âges. »
- « Ton christ est juif, ta pizza est italienne, ton café est brésilien, ta voiture est japonaise, ton écriture est latine, tes vacances sont turques, tes chiffres sont arabes et … tu reproches à ton voisin d'être étranger ! »
- « Le voyageur ne prend qu'une direction ; le rêveur les prend toutes. »
- « Pour apprendre le latin à John, il faut d’abord connaître John ensuite le latin. Il faudrait d’abord apprendre à John à se connaître c’est-à-dire cesser de vouloir lui apprendre quoi que ce soit pour qu’il trouve en lui-même l’envie d’apprendre le latin et qu’il trouve sa propre méthode pour apprendre le latin. Pour apprendre le latin à John, il faudrait peut-être tout d’abord apprendre à ne pas dire : « Il faut ! ». », dans J'ai 20 ans de chansons.
- « Les petits chanteurs à la croix de bois, comment se fait-il qu’ils restent toujours petits ? Sans doute connaissent-ils le procédé japonais de miniaturisation des arbres. », dans Mon terroir c'est les galaxies.

## Interprètes de Julos Beaucarne

### En français
- Gilbert Laffaille, Soizig
- Jo Lemaire, J'étais fragile comme du papier
- Manza, Lettre à Mister Dubble you
- Cloé du Trèfle, On a sectionné le câble sous-marin
- Claude Nougaro, Lettre ouverte
- Mathieu Johann, J'aimerais tant te parler tendre
- Jean-Louis Daulne, Nous sommes 180 millions de francophones
- Mathieu Touzot, De mémoire de rose
- Stéphanie Blanchoud, Tant de villes traversées
- Marka, La Sierra
- Pauline Julien, Le Pensionnat
- Philippe Forcioli, En voyant naître cet enfant
- Abaji, Un bref baiser
- Marie-Jo Thério, Comment puis-je te dire mon amour ?
- José van Dam, Je ne songeais pas à Rose
- Jofroi, Le Petit Royaume
- Dimitri, Les Malheurs du ronfleur
- Christian Merveille, Les Bourgeois
- William Dunker, Le Fossoyeur itinérant
- Serge Utgé-Royo, Lettre à Kissinger
- Barbara d'Alcantara, Comment puis-je te dire mon amour ?
- Barbara d'Alcantara, En voyant naître cet enfant
- Barbara d'Alcantara, J'étais fragile
- Barbara d'Alcantara, La Bague au doigt
- Turdus Philomélos, La Révolution passera par le vélo
- JilBeR chante Julos Beaucarne (avec Élise Chompret)

### Autre
- Willem Vermandere, Mijn Jezus is ne jood
- Hombeline, Come podriau parlar
- Photis Ionatos, De mémoire de rose

## Pièces de théâtre professionnelles réalisées avec les textes de Julos Beaucarne
- Juin 2006 : La Machine de l'espoir, dans une mise en scène de Marco Taillebuis, par les Ateliers de la Nouvelle Sève.
- Avril 2007 : Son Petit Royaume, mis en scène par Axel De Vreese avec Philippe Derlet et Murielle Hobe-de Hertog. Première au Théâtre royal de Namur en présence du poète.

## Lieux d'exposition d'objets post-industriels
- Février 2004 : Mons (B).
- Avril 2004 : Bruxelles (B).
- Février 2005 : Dinant (B).
- Tous les ans lors des fêtes de la Saint-Martin en novembre à Tourinnes-la-Grosse à la ferme de Wahenges à Beauvechain.

## Hommages
Michel Nesme (viticulteur à Lantignié dans le Beaujolais) a utilisé le nom de son chanteur/poète favori pour nommer son domaine « Domaine de la Beaucarne ».

#### Articles
- J.-M. Polain et Bernard Gillain, « Dossiers L - Julos Beaucarne », Service du Livre Luxembourgeois, Province de Luxembourg,‎ s.d. (lire en ligne [PDF], consulté le 29 mars 2024).